# Vietnám a 2000. évi nyári olimpiai játékokon
Vietnám az ausztráliai Sydneyben megrendezett 2000. évi nyári olimpiai játékok egyik részt vevő nemzete volt. Az országot az olimpián 4 sportágban 7 sportoló képviselte, akik összesen 1 érmet szereztek.

## Érmesek
| Érem  | Versenyző      | Sportág   | Versenyszám    |
| ----- | -------------- | --------- | -------------- |
| Ezüst | Trần Hiếu Ngân | Taekwondo | Női pehelysúly |

## Atlétika
Férfi
| Versenyző        | Versenyszám | Előfutam | Előfutam | Előfutam | Negyeddöntő | Negyeddöntő | Negyeddöntő | Elődöntő | Elődöntő | Elődöntő | Döntő   | Döntő    |
| Versenyző        | Versenyszám | Idő      | Hely.    | Össz.    | Idő         | Hely.       | Össz.       | Idő      | Hely.    | Össz.    | Idő     | Helyezés |
| ---------------- | ----------- | -------- | -------- | -------- | ----------- | ----------- | ----------- | -------- | -------- | -------- | ------- | -------- |
| Lương Tích Thiện | 100 m       | 10,85    | 7.       | 77.      | kiesett     | kiesett     | kiesett     | kiesett  | kiesett  | kiesett  | kiesett | kiesett  |

Női
| Versenyző     | Versenyszám | Előfutam | Előfutam | Előfutam | Negyeddöntő | Negyeddöntő | Negyeddöntő | Elődöntő | Elődöntő | Elődöntő | Döntő   | Döntő    |
| Versenyző     | Versenyszám | Idő      | Hely.    | Össz.    | Idő         | Hely.       | Össz.       | Idő      | Hely.    | Össz.    | Idő     | Helyezés |
| ------------- | ----------- | -------- | -------- | -------- | ----------- | ----------- | ----------- | -------- | -------- | -------- | ------- | -------- |
| Vũ Bích Hương | 100 m gát   | 13,61    | 6.       | 32.      | kiesett     | kiesett     | kiesett     | kiesett  | kiesett  | kiesett  | kiesett | kiesett  |

## Sportlövészet
Férfi
| Versenyző         | Versenyszám          | Selejtező | Selejtező | Döntő   | Döntő    |
| Versenyző         | Versenyszám          | Pont      | Helyezés  | Pont    | Helyezés |
| ----------------- | -------------------- | --------- | --------- | ------- | -------- |
| Nguyễn Trung Hiếu | Gyorstüzelő pisztoly | 577       | 17.       | kiesett | kiesett  |

## Taekwondo
Női
| Versenyző           | Versenyszám | Selejtező                     | Negyeddöntő                 | Elődöntő                     | Vigaszág negyeddöntő | Vigaszág elődöntő | Bronz- mérkőzés   | Döntő                    | Helyezés |
| Versenyző           | Versenyszám | Ellenfél Eredmény             | Ellenfél Eredmény           | Ellenfél Eredmény            | Ellenfél Eredmény    | Ellenfél Eredmény | Ellenfél Eredmény | Ellenfél Eredmény        | Helyezés |
| ------------------- | ----------- | ----------------------------- | --------------------------- | ---------------------------- | -------------------- | ----------------- | ----------------- | ------------------------ | -------- |
| Nguyễn Thị Xuân Mai | Légsúly     | erőnyerő                      | Döndü Güvenc (TUR) · 1-2    | kiesett                      |                      |                   |                   |                          | 8.       |
| Trần Hiếu Ngân      | Pehelysúly  | Cheryl-Ann Sankar (TRI) · 2-0 | Jasmin Strachan (PHI) · 8-3 | Virginia Lourens (NED) · 9-6 |                      |                   |                   | Csong Dzseun (KOR) · 0-2 |          |

## Úszás
Férfi
| Versenyző       | Versenyszám | Előfutam | Előfutam | Előfutam | Elődöntő | Elődöntő | Elődöntő | Döntő   | Döntő    |
| Versenyző       | Versenyszám | Idő      | Hely.    | Össz.    | Idő      | Hely.    | Össz.    | Idő     | Helyezés |
| --------------- | ----------- | -------- | -------- | -------- | -------- | -------- | -------- | ------- | -------- |
| Nguyễn Ngọc Anh | 200 m mell  | 2:29,54  | 2.       | 45.      | kiesett  | kiesett  | kiesett  | kiesett | kiesett  |

Női
| Versenyző        | Versenyszám  | Előfutam | Előfutam | Előfutam | Döntő   | Döntő    |
| Versenyző        | Versenyszám  | Idő      | Hely.    | Össz.    | Idő     | Helyezés |
| ---------------- | ------------ | -------- | -------- | -------- | ------- | -------- |
| Nguyễn Thị Hương | 400 m vegyes | 5:26,56  | 4.       | 28.      | kiesett | kiesett  |